# Pierre Filholi
Pierre Filholi oder Pierre Filleul (* 1438 in Gannat oder Aix-en-Provence; † 22. Januar 1541 in Paris) war ein französischer Prälat des 16. Jahrhunderts, Bischof von Sisteron und Erzbischof von Aix.

## Leben
Filholi war Erster Präsident der Chambre des comptes in Paris, als er nach dem Tod von Laurent Bureau im Jahr 1504 von König Ludwig XII. ausgewählt wurde, um diesem als Bischof von Sisteron zu folgen. Im September 1504 wurde er von Papst Julius II. zusammen mit Carlo Domenico del Carretto, Marchese del Finale, zu den Verhandlungen in Blois zwischen Kaiser Maximilian I. und Ludwig XII. gesandt, als deren Ergebnis die Republik Venedig gezwungen wurde, sämtliche Gebiete, die sie Ungarn, Österreich Mailand, dem Heiligen Stuhl und Neapel weggenommen hatte, zurückzugeben (Vertrag von Blois vom 22. September 1504). Für seine permanenten Reisen zwischen König und Papst wurde Pierre Filholi am 9. März 1506 mit dem Erzbistum Aix belohnt (das Bistum Sisteron gab er im September 1506 ab). Carretto war kurz zuvor, am 1. Dezember 1505 zum Kardinal ernannt worden.
Pierre Filholi konnte sein Amt erst 1508 antreten. 1510 wählte ihn die Universität Aix zu ihrem Kanzler. Da seine Verpflichtungen gegenüber der Krone es ihm nicht ermöglichten, permanent in der Erzdiözese zu residieren, übertrug er die Verwaltung verschiedenen Generalvikaren. Ab 1513 war er Stellvertreter (Lieutenant) des Gouverneurs der Provence. 1515 wurde er zum Berater ehrenhalber des Parlement d’Aix ernannt. Er muss die Auseinandersetzungen unterdrücken, die in Marseille zwischen den Familien Forbin und Guiran über die Verwaltung der Stadt ausgebrochen waren. Pierre Filholi stellte sich auf die Seite Forbins und ließ Guiran inhaftieren.
Erzbischof Filholi nahm am Konzil teil, das Ludwig XII. für September 1510 in Tours zusammenrief und bei dem es darum ging, seinen Verbündeten Alfonso I. d’Este, Herzog von Ferrara durch einen Feldzug gegen Papst Julius II. zu retten. Beim Verlassen des Konzils wurde Pierre Filholi auf Befehl des Papstes verhaftet, nach Avignon gebracht und dort eingesperrt. Der Tod des Papstes im Februar 1513 und der nachfolgende Frieden zwischen Frankreich und dem neuen Papst, brachte dem Erzbischof die Freiheit zurück.
Am 18. September 1522 wurde er zum Stellvertreter von François I. de Bourbon-Saint-Pol als Gouverneur von Paris (Lieutenant en l’absence du Comte de Saint-Pol) ernannt; er nahm diese Aufgabe etwas mehr als ein Jahr wahr, bis ihn am 24. Oktober 1523 Charles de Bourbon, duc de Vendôme ablöste.
Er gehörte dem Conseil public an, das nach der Schlacht bei Pavia (1525) und der Gefangennahme des Königs Franz I. gebildet wurde. Da er sich nun gezwungen sah, in Paris zu residieren, bat er 1530 den König, ihm in Aix seinen Neffen Antoine Imbert dit Filholi als Koadjutor zur Seite zu stellen, was vom Papst am 9. März 1530 bestätigt wurde.
Pierre Filholi starb am 22. Januar 1541 in Paris in seinem 103. Lebensjahr. Antoine Imbert wurde sein Nachfolger.

## Bautätigkeit
Auf Erzbischof Filholi geht das spätgotische Portal der Kathedrale von Aix mit aus Nussbaumholz geschnitzten Türflügel zurück, die heute üblicherweise hinter einer Verschalung verborgen sind; sie wurden von Jean Guiramand von 1508 bis 1510 in spätestem Gotikstil (Flamboyantgotik) geschnitzt und zeigen stellenweise schon Spuren der Renaissance.
Nach seiner Rückkehr aus der Gefangenschaft in Avignon gab Pierre Filholi weitere Bauarbeiten in Auftrag: den Chor der Kathedrale ließ er mit einem schmiedeeisernen Tor verschließen; der erzbischöfliche Palast erhielt die große Treppe, eine prächtige Galerie wurde in der Dominikanerkirche in Saint-Maximin-la-Sainte-Baume errichtet, die heutige Basilika Sainte-Mare-Madeleine wurde von 1508 bis 1532 nach (mit Unterbrechungen) etwa 200-jähriger Bauzeit schließlich fertiggestellt.